# Wartberg (Heilbronn)

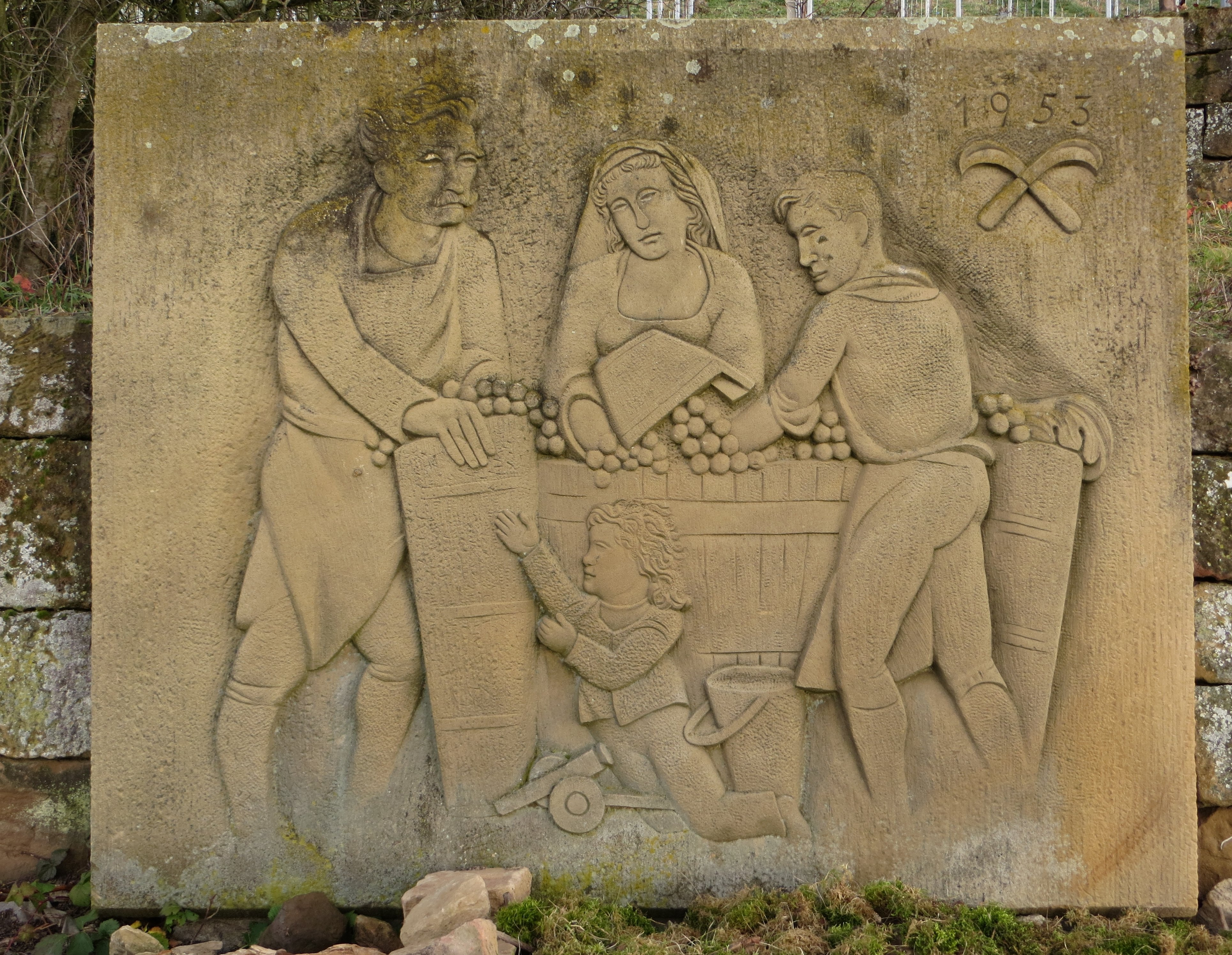
Sandsteinrelief Weingärtnerfamilie (1953) von Hermann Brellochs auf der Südwestflanke des Wartbergs

Der Wartberg, ursprünglich aufgrund seiner geographischen Lage etwa nördlich von Heilbronn Nordberg genannt, ist eine 313,3 m ü. NHN hohe Erhebung der in Baden-Württemberg liegenden Heilbronner Berge. Er gehört zum Gebiet der kreisfreien Stadt Heilbronn und mit unteren Lagen seiner Nordostflanke zum Landkreis Heilbronn. Der Wartberg ist Standort von Wartbergturm und Wartberggaststätte.

## Geographie

### Lage
Der Wartberg liegt im Norden der Heilbronner Berge, einem Nordwestausläufer der Löwensteiner Berge. Sein Gipfel erhebt sich rund 2,3 km (Luftlinie) nordöstlich der Heilbronner Innenstadt. Während der Großteil des Berges und sein Gipfel im Norden des Stadtgebiets von Heilbronn (Stadtkreis) liegt, fällt seine Nordostflanke in das Gemeindegebiet von Erlenbach im Landkreis Heilbronn ab. Die plateauartigen Hochlagen des Berges sind bewaldet, und auf seinen Flanken befinden sich besonders Weinlagen.
Nordnordwestlich schließt sich jenseits der Achse der Kreisstraßen 9563 (in Heilbronn) und 2125 (im Landkreis Heilbronn) der Stiftsberg (255,4 m) an und nach Südsüdosten leitet der Weinsberger Sattel (ca. 235 m) mit dortiger Bundesstraße 39 (Haller Straße–Öhringer Straße) in Richtung Südosten zur Nordkuppe des Galgenberg (ca. 312) über.

### Naturräumliche Zuordnung
Der Wartberg gehört in der naturräumlichen Haupteinheitengruppe Schwäbisches Keuper-Lias-Land (Nr. 10), in der Haupteinheit Schwäbisch-Fränkische Waldberge (108) und in der Untereinheit Löwensteiner Berge (108.1) zum Naturraum Heilbronner Berge (108.13), wobei seine Landschaft nach Nordosten und Osten in den Naturraum Weinsberger Tal (108.12) und nach Norden, Westen und Süden in der benachbarten Haupteinheitengruppe Neckar- und Taubergäuplatten (12), in der Haupteinheit Neckarbecken (123) und in der Untereinheit Heilbronner Becken (123.6) in den Naturraum Heilbronner und Fleiner Muschel (123.61) abfällt.

### Berghöhe
Die Höhe des Wartbergs (313,3 m) wird oftmals mit 308 m angegeben, was sich aber auf eine 307,6 m hohe Stelle etwa 100 m südöstlich seines am Wartbergturm liegenden Gipfels bezieht, teils aber auch mit 309 m.

## Schutzgebiete
Auf dem Wartberg liegen Teile des Landschaftsschutzgebiets Stiftsberg–Wartberg (CDDA-Nr. 324853; 1983 ausgewiesen; 3,3 km² groß) und solche des 54,27 km² großen Fauna-Flora-Habitat-Gebiets Löwensteiner und Heilbronner Berge (FFH-Nr. 7021-341; 54,27 km²).

## Geschichte und Beschreibung

### Ringwall und Sternschanze
Der Heilbronner Historiker Alfred Schliz hat in den landschaftlichen Einschnitten, die die rund 120 × 85 Meter große, ovale Kuppe des Wartbergs vom Bergrücken trennen, die Reste eines Ringwalls mit Graben einer vorgeschichtlichen „Volksburg“ verortet. Ein Grabhügel aus der Zeit dieser Anlage wurde vom Verschönerungsverein Heilbronn um 1900 zur zehnzackigen Sternschanze mit steinernem Tisch und Bänken umgestaltet.

### Wartbergturm und Wartberggaststätte
Wegen eines im Mittelalter dort errichteten Wartturms bekam der einst Nordberg genannte Berg seinen heutigen Namen. Neben dem mehrfach umgebauten und heute als Aussichtsturm dienenden Wartbergturm befindet sich auf dem Wartberg noch die Wartberggaststätte, deren Ursprünge in der Aufnahme eines Wein- und Bierausschanks um 1760 liegen. Goethe soll an seinem 48. Geburtstag im Jahr 1797 auf dem Wartberg gewesen sein.

### Rebstöckle und Lemppruhe
Der südlichste Punkt des Wartbergs ist das so genannte Rebstöckle. Hier bietet ein hölzerner Aussichtspavillon einen Blick zum Neckartal und zu den Bergen des Zabergäus. Der östlichste Punkt des Wartbergs ist die so genannte Lemppruhe, benannt nach Oberförster Lempp, der am Ende des 19. Jahrhunderts dem Verschönerungsverein vorstand.

### Mülldeponie und Verkehrsübungsplatz
Auf seiner nördlichen, Heilbronn abgewandten Seite liegen auf dem Wartberg im Gewann Wolfszipfel eine Mülldeponie und ein Verkehrsübungsplatz. Auf dem Deponiegelände befinden sich die Überreste einer römischen Badeanlage, die 1933 beim Wegebau entdeckt und vom Historischen Verein ausgegraben, allerdings nach 1970 von der Deponie überlagert wurden.

### Hochbehälter
Am Fuß und am Steilhang des Wartbergs befinden sich Hochbehälter des Heilbronner Wasserwerks. Der erste Behälter wurde 1874 auf 208 m Höhe erbaut. Als abzusehen war, dass neue Wohngebiete im Süden und Osten Heilbronns diese Höhe überschreiten würden, wurde der von 1924 bis 1926 der zweite Hochbehälter erbaut. Auf 275 m Höhe am Steilhang unterhalb der Wartberggaststätte stehend ist er von der Stadt aus gut zu sehen, da die Geländetopographie es nicht ermöglichte, ihn komplett in den Berg zu bauen. Stattdessen erhielt er eine attraktive Fassadengestaltung mit vorgelagerten Arkaden zum Schutz vor Sonneneinstrahlung. Der Behälter wurde so angelegt, dass er als Sockelbau für ein Hotel hätte genutzt werden können. Die Hotelpläne wurden dann jedoch nicht verwirklicht.

### Sandsteinrelief Weingärtnerfamilie

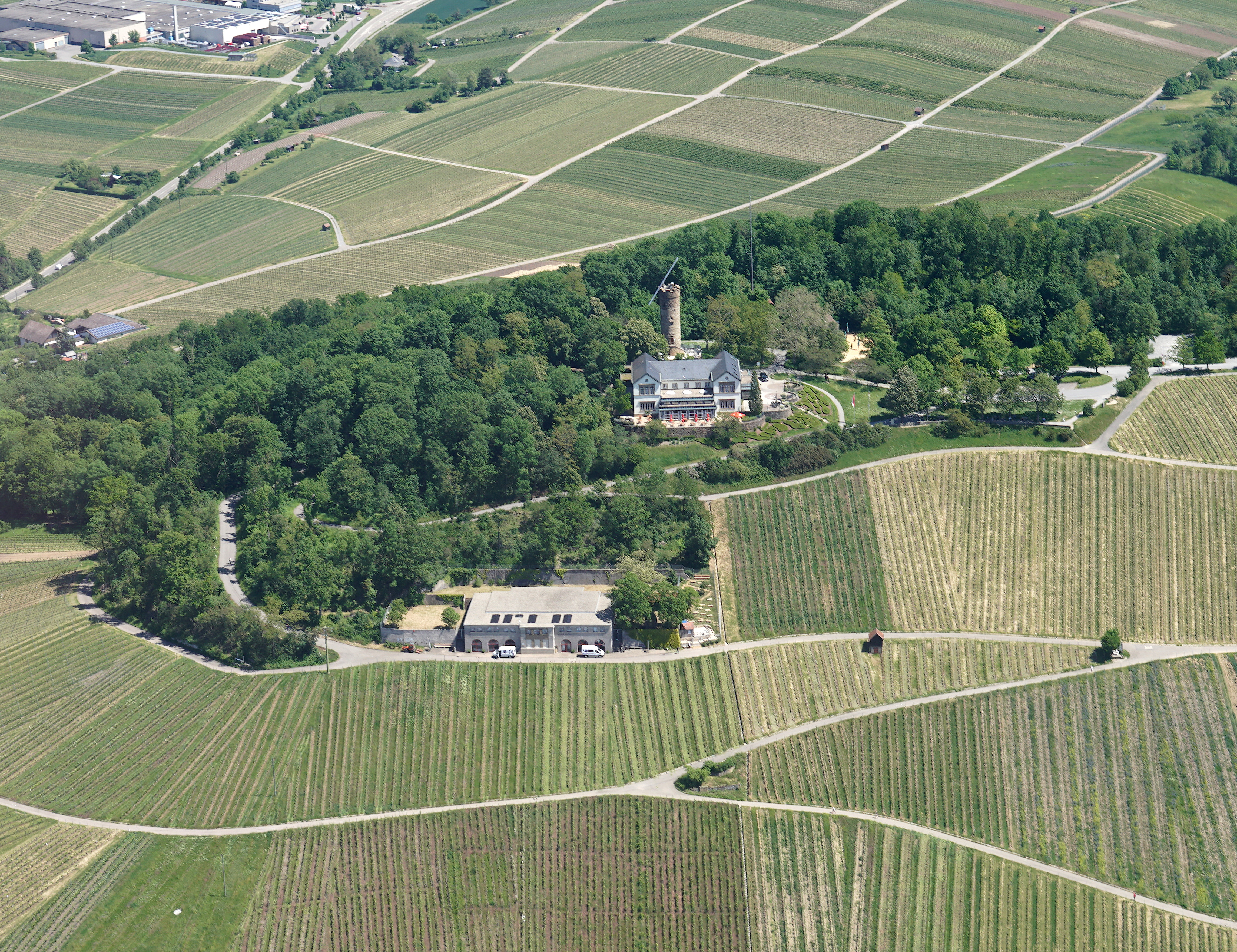
Der Wartberg bei Heilbronn mit Gaststätte und Turm

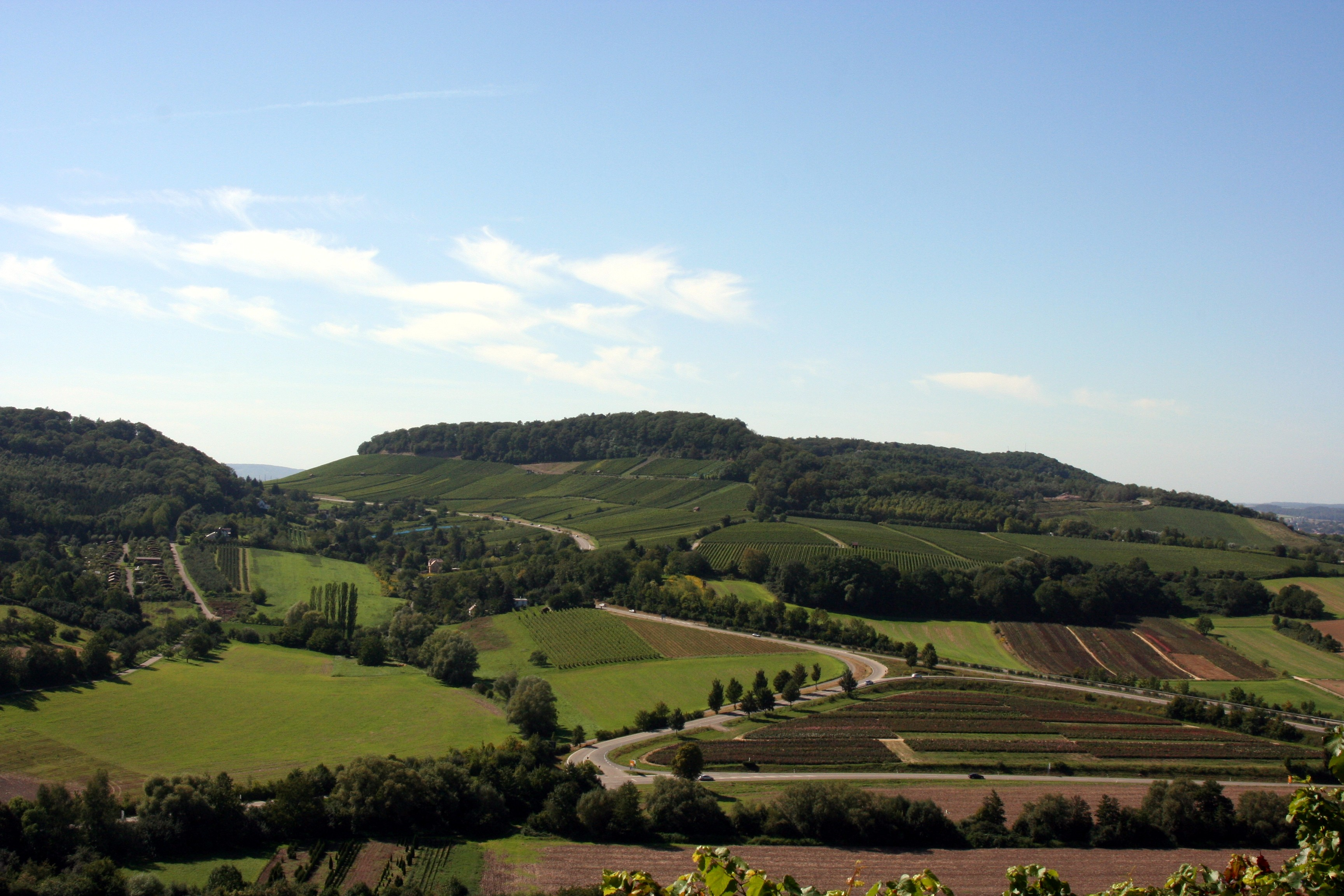
Blick vom Schemelsberg bei Weinsberg entlang der Bundesstraße 39 westwärts zum Wartberg

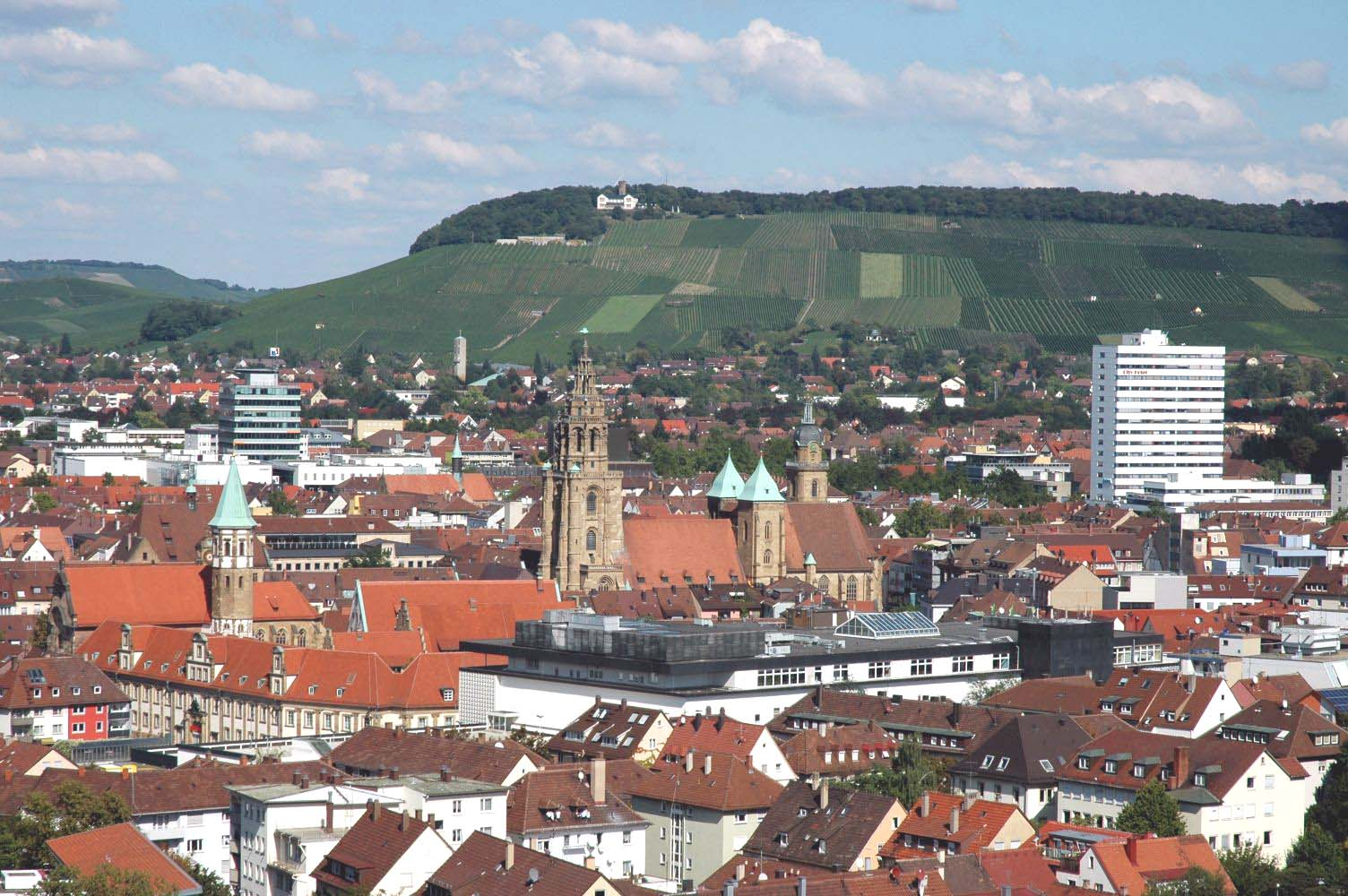
Blick vom Rosenberg-Hochhaus über Heilbronn mit der Kilianskirche nordnordostwärts zum Wartberg

Auf der Südwestflanke des Wartbergs befindet sich nahe der Kreuzung der Treppe zum Wartberg mit dem Panoramaweg das Sandsteinrelief Weingärtnerfamilie aus dem Jahr 1953 von Hermann Brellochs. Der abgebildete Vater trägt die Züge von Hermann Schneider.

## Verkehr und Wandern
Am Berg vorbei führen die Bundesstraßen 27 (Heilbronn–Neckarsulm) im Westen und 39 (Heilbronn–Weinsberg) im Südosten; sie haben Anschluss an die nordöstlich den Berg passierende Bundesautobahn 6. Von der B 27 zweigt die den Berg nordwestlich passierende Achse der Kreisstraßen 9563 und 2125 (Heilbronn–Binswangen) ab, und von der B 39 führt eine Sackgasse hinauf zum Gipfel.
Auf der Südwestflanke des Wartberges verläuft unterhalb der Plateauhochlagen des Berges als 6 km langer Rund- und Skulpturenweg sowie Lehrpfad der Wein-Panorama-Weg mit 24 Stationen, 40 Informationstafeln und 11 Skulpturen. Zwischen dem am Südwestfuß verlaufenden Aubergweg und dem Wein-Panorama-Weg verläuft durch die Weinlagen die Treppe zum Wartberg.